# Kuba na Letnich Igrzyskach Olimpijskich 1904
Kubę na III Letnich Igrzyskach Olimpijskich w roku 1904 w Saint Louis reprezentowało 3 sportowców startujących w 2 dyscyplinach. Był to drugi start reprezentacji Kuby na igrzyskach olimpijskich.

## Zdobyte medale
| Medal  | Zawodnik              | Dyscyplina | Konkurencja                 | Rezultat |
| ------ | --------------------- | ---------- | --------------------------- | -------- |
| Złoto  | Ramón Fonst           | Szermierka | Floret indywidualnie        |          |
| Złoto  | Ramón Fonst           | Szermierka | Szpada indywidualnie        |          |
| Złoto  | Manuel Díaz           | Szermierka | Szabla indywidualnie        |          |
| Złoto  | Albertson van zo Post | Szermierka | Walka na kije indywidualnie |          |
| Srebro | Albertson van zo Post | Szermierka | Floret indywidualnie        |          |
| Srebro | Charles Tatham        | Szermierka | szpada indywidualnie        |          |
| Brąz   | Albertson van zo Post | Szermierka | szpada indywidualnie        |          |
| Brąz   | Albertson van zo Post | Gimnastyka | szabla indywidualnie        |          |
| Brąz   | Charles Tatham        | Szermierka | floret indywidualnie        |          |

## Skład kadry

### Lekkoatletyka
- Félix Carvajal - maraton - 4. miejsce

### Szermierka
- Ramón Fonst - floret indywidualnie, szpada indywidualnie,
- Manuel Díaz - szabla indywidualnie
- Albertson van zo Post[a] - walka na kije, floret indywidualnie, szpada indywidualnie, szabla indywidualnie
- Charles Tatham[b] - floret indywidualnie, szpada indywidualnie